# السمفونية الأولى (بيتهوفن)
السمفونية الأولى لبيتهوفن في سلم دو الكبير تصنيف Op. 21 هي سمفونية للموسيقار لودفيج فان بيتهوفن من أربع حركات، والتي عزفت تحت قيادته لأول مرة سنة 1800 في المسرح الوطني في فيينا.
نشرت السمفونية لأول مرة سنة 1801 من قبل دار النشر Hoffmeister & Kühnel في لايبزغ، والتي أهداها إلى البارون Gottfried van Swieten. لا يعرف متى انتهى بيتهوفن من كتابة هذا العمل، لكن عثر على وريقات عليها ألحان الخاتمة تعود إلى سنة 1795.
يظهر في هذه السمفونية مدى تأثر بيتهوفن في بداياته بأعمال هايدن وموتسارت.

## الآلات الموسيقية والهيئة
يلزم للسمفونية وجود 2 فلوت و2 أوبوا و2 يراعة و2 مزمار و2 بوق فرنسي و2 بوق و2 دفية بالإضافة إلى الآلات الوترية ذات القوس.
هناك أربع حركات في هذه السمفونية لكل منها سرعة الإيقاع التالية على الترتيب:
1. Adagio molto – Allegro con brio, 4/4 – 2/2
2. Andante cantabile con moto, 3/8 in F major
3. Menuetto Allegro molto e vivace, 3/4
4. Adagio – Allegro molto e vivace, 2/4